# Château de Harzé
 (janvier 2023).
Si vous disposez d'ouvrages ou d'articles de référence ou si vous connaissez des sites web de qualité traitant du thème abordé ici, merci de compléter l'article en donnant les références utiles à sa vérifiabilité et en les liant à la section « Notes et références ».
Le château de Harzé est un château de style mosan situé en Wallonie, à Harzé, dans la commune d'Aywaille en Belgique.

## Histoire
Si les origines d'un château remontent probablement au IXe ou Xe siècle, l'édifice actuel est l'œuvre du comte Ernest de Suys. Après avoir épousé Ernestine de Lynden en 1631, il transforme complètement le château dans les années 1632 à 1645. Ses armoiries ainsi que celles de son épouse surmontent le porche d'entrée donnant accès à la grande cour du château. Elles sont datées de 1647. 
En 1873, la propriété est rachetée par Pierre Fermont. En 1886, sa fille Louisa hérite de la propriété. 
Sans enfant, elle la lègue à sa cousine Gabrielle Dekens. Cette dernière épouse Edgar de Potter d'Indoye (1877-1924) en 1908, qui restaurera entièrement le château.
La façade du château, restaurée entre 1909 et 1924 sous la direction de l'architecte Camille Bourgault, constitue un exemple caractéristique du style mosan, avec ses arcades en plein cintre sur colonnes toscanes et ses fenêtres à triples meneaux.
L'entrée du côté nord avec ses deux tourelles est l'oeuvre d'Edgar de Potter d'Indoye, comme en témoigne le blason qui y figure. Celui-ci contribue significativement à la restauration et l'embellissement du château. La salle des comtes est l'une de ses plus belles œuvres. Il ajoute également un oriel et trois fenêtres au bâtiment d'origine.  
Pendant la Seconde Guerre mondiale, lors de la bataille des Ardennes, le château est réquisitionné par l'armée américaine qui y installe un état major dirigé par le général Matthew Ridgway. Ce dernier y reçoit le Field Marshall Bernard Montgomery le 24 décembre 1944 et le général Dwight Eisenhower le 28 décembre 1944. Une plaque commémorative placée dans le porche d'entrée relate ces événements.
En 1949, au décès de Madame Edgar de Potter d'Indoye (1886-1949), son fils Hervey (1917-1988) hérite de la propriété. Le château est ensuite vendu à la province de Liège en 1973.
Entre 1973 et 2020, le château est alors un centre de séminaires résidentiels, de réceptions de mariage et d'hébergement pour groupes et individuels ainsi qu'une auberge. 
Les anciennes dépendances abritent le musée de la Meunerie et de la Boulangerie.
Depuis le 15 juin 2023, le château est la propriété de l'Immobilière du Sart SRL,.
Le château rouvre ses portes en mai 2025 après une première phase de travaux de rénovation et pourra accueillir des événements professionnels et privés. Sa rénovation complète se poursuit parallèlement. 
Le château est classé depuis 1965 par la Commission Royale des Monuments et Sites.

## Activités
Le dernier week-end d'août, le site du château accueille la Fête du fromage, dont la 42e édition a eu lieu en 2022.
Des concerts de musique furent organisés par Mr. et Mme Hervey de Potter d'Indoye de 1962 à 1968, en soutien à des musiciens belges et français. Quelques spectacles de théâtre et de poésie eurent lieu également dans ce cadre.
À partir de 1964, tous les concerts furent enregistrés et diffusés par le Centre de Production de la RTBF. La plupart donneront lieu à un article de presse (dans La Libre, Le Soir ou La Meuse). 
Se produisirent notamment:
- Le quatuor à cordes Parrenin, le 22 septembre 1962.
- Augustin Dumay, violon et Christian Bernard, piano , le 11 mai 1963.
- André Navarra, violoncelle et Claude Lavoix, piano, le 20 octobre 1964.
- Lola Bobesco et les Solistes de Bruxelles, le 14 mai 1966.
- Georges Pludermacher, piano, le 15 octobre 1966.

- Stoïka Milanova, violon (deuxième prix du Concours Reine Elisabeth 1968), le 24 février 1968.